# هوغو فيكزيريك
هوغو فيكزيريك (مواليد 17 ديسمبر 1909) هو مبارز بالسيف نمساوي، مثّل بلاده في الألعاب الأولمبية الصيفية 1936.

## روابط رياضية
هوغو فيكزيريك على موقع أوليمبيديا (الإنجليزية)